# Patrick Blackett
Patrick Maynard Stuart Blackett, Nam tước Blackett là nhà vật lý người Anh. Ông được trao Giải Nobel Vật lý vào năm 1948 nhờ phát triển phương pháp buồng mây trong nghiên cứu Vật lý hạt nhân và bức xạ vũ trụ. Ngoài ra, ông cùng với Carl David Anderson cho thấy rằng, tia gamma có thể sinh ra các cặp điện tử-phản điện tử và ngược lại các hạt này có thể tự hủy nhau để sinh ra tia gamma. Ngoài giải thưởng danh giá nhất là Giải Nobel, Blackett còn được nhận danh hiệu "giáo sư Langworthy" trong khoảng thời gian từ năm 1937 đến năm 1953.